# سوگرا (شهرستان ورخنتویمسکی، استان آرخانگلسک)
سوگرا (به لاتین: Sogra) یک منطقهٔ مسکونی در روسیه است که در استان آرخانگلسک واقع شده‌است.